# Prior Lake
Prior Lake ist eine City und ein Vorort etwa 30 km südwestlich des Zentrums von Minneapolis im US-Bundesstaat Minnesota. Die Stadt liegt im Scott County und im Jahr 2000 wurden 15.917 Einwohner gezählt. Der Ort ist im Wachstum begriffen, und die amtliche Schätzung für 2006 belief sich auf 21.542 Einwohner. Das U.S. Census Bureau hat bei der Volkszählung 2020 eine Einwohnerzahl von 27.617 ermittelt.
Das Wachstum wird auf die Fertigstellung des Ausbaus der Minnesota State Route 13 und der Attraktivität der beiden im Stadtgebiet liegenden Seen zurückgeführt. Die Stadt wurde 1851 gegründet und ist eine der ältesten Siedlungen in dem heute zur Metropolregion Minneapolis-St. Paul gehörenden Gebiet.
Der größte Teil des Stadtgebietes wurde von den Mdewakanton Dakota verkauft, Teile von Prior Lake blieben aber Stammesgebiet und sind Teil der Shakopee-Mdewakanton Indian Reservation. Zwei Spielcasinos, Mystic Lake Casino und Little Six Casino liegen in dieser Zone.

## Geographie
Die Stadt liegt südlich des Minnesota River in einem Gebiet, das dementsprechend South of the River genannt. Sie umschließt den oberen und den unteren Prior Lake und bildet den südsüdwestlichen Ausläufer der Metropolregion Minneapolis-St. Paul, die von der Bevölkerungszahl in den Vereinigten Staaten an 16. Stelle liegt.
Die beiden Seen befinden sich in einer Reihe mit dem südwestlich gelegenen, aber nicht zum Stadtgebiet gehörenden Spring Lake. Zusammen bilden Lower und Upper Prior Lake die größte Seefläche im Süden der Metropolregion.
Nach den Angaben des United States Census Bureaus hat die Stadt eine Fläche von 41,5 km², wovon 34,9 km² auf Land und 6,6 km² (= 15,77 %) auf Gewässer entfallen.
Prior Lakes geographische Koordinaten sind 44° 43′ N, 93° 25′ W.

## Demographie
Zum Zeitpunkt des United States Census 2000 bewohnten Prior Lake 15.917 Personen. Die Bevölkerungsdichte betrug 454,9 Personen pro km². Es gab 5791 Wohneinheiten, durchschnittlich 165,5 pro km². Die Bevölkerung von Prior Lake bestand zu 94,53 % aus Weißen, 0,77 % Schwarzen oder African American, 2,08 % Native American, 0,94 % Asian, 0,04 % Pacific Islander, 0,33 % gaben an, anderen Rassen anzugehören und 1,31 % nannten zwei oder mehr Rassen. 1,11 % der Bevölkerung erklärten, Hispanos oder Latinos jeglicher Rasse zu sein.
Die Bewohner Prior Lakes verteilten sich auf 5645 Haushalte, von denen in 44,2 % Kinder unter 18 Jahren lebten. 66,3 % der Haushalte stellten Verheiratete, 7,6 % hatten einen weiblichen Haushaltsvorstand ohne Ehemann und 22,3 % bildeten keine Familien. 15,6 % der Haushalte bestanden aus Einzelpersonen und in 3,5 % aller Haushalte lebte jemand im Alter von 65 Jahren oder mehr alleine. Die durchschnittliche Haushaltsgröße betrug 2,82 und die durchschnittliche Familiengröße 3,17 Personen.
Die Stadtbevölkerung verteilte sich auf 30,3 % Minderjährige, 6,4 % 18–24-Jährige, 37,7 % 25–44-Jährige, 20,7 % 45–64-Jährige und 4,9 % im Alter von 65 Jahren oder mehr. Das Durchschnittsalter betrug 33 Jahre. Auf jeweils 100 Frauen entfielen 102,1 Männer. Bei den über 18-Jährigen entfielen auf 100 Frauen 102,1 Männer.
Das mittlere Haushaltseinkommen in Prior Lake betrug 75.363 US-Dollar und das mittlere Familieneinkommen erreichte die Höhe von 81.011 US-Dollar. Das Durchschnittseinkommen der Männer betrug 52.061 US-Dollar, gegenüber 34.837 US-Dollar bei den Frauen. Das Pro-Kopf-Einkommen in Prior Lake war 32.089 US-Dollar. 3,6 % der Bevölkerung und 1,7 % der Familien hatten ein Einkommen unterhalb der Armutsgrenze, davon waren 3,4 % der Minderjährigen und 7,1 % der Altersgruppe 65 Jahre und mehr betroffen.

## Verwaltung und Politik
Prior Lake wird von einem Bürgermeister und vier gewählten Ratsmitgliedern verwaltet. Die Stadt wird von einem City Manager geleitet.
Prior Lake befindet sich im Minnesota Legislative District 35A und wird in Senat von Minnesota durch Claire Robling sowie im Repräsentantenhaus von Minnesota durch Michael Beard vertreten; beide gehören der Republikanischen Partei an.
Auf Bundesebene befindet sich Prior Lake im zweiten Kongresswahlbezirk Minnesotas und wird im US-Repräsentantenhaus durch den Republikaner John Kline vertreten.

## Kultur und Medien
In Prior Lake gibt es zwei Wochenzeitungen, Prior Lake American und Thisweek Prior Lake.
Nach dem Amoklauf an der Columbine High School folgte die Journalistin Elinor Burkett ein Jahr lang Schülern und Lehrern an der Prior Lake High School. Sie wählte diese Schule, weil der Ort Prior Lake zu Columbine, Colorado, demographisch sehr ähnlich ist. Ihre Erfahrungen dabei dokumentierte sie in dem Buch Another Planet: A Year in the Life of a Suburban High School (ISBN 0-06-050585-0).

## Söhne und Töchter der Stadt
- Scott Reedy (* 1999), Eishockeyspieler
- John Robert Roach (1921–2003), Erzbischof von St. Paul
- Jordan Schroeder (* 1990), Eishockeyspieler